# Nuevo San Francisco, San Luis Potosí
Nuevo San Francisco är en ort i Mexiko.   Den ligger i kommunen Villa de Ramos och delstaten San Luis Potosí, i den centrala delen av landet, 500 km nordväst om huvudstaden Mexico City. Nuevo San Francisco ligger 2 164 meter över havet och antalet invånare är 263.
Terrängen runt Nuevo San Francisco är en högslätt. Runt Nuevo San Francisco är det glesbefolkat, med 13 invånare per kvadratkilometer. Närmaste större samhälle är Salitrillo, 17,5 km söder om Nuevo San Francisco. Omgivningarna runt Nuevo San Francisco är i huvudsak ett öppet busklandskap.